# Basic Space
"Basic Space" é uma canção da banda britânica The XX lançado em 3 de agosto de 2009 no álbum xx.

## Lançamento
| Região      | Data                  | Formato          |
| ----------- | --------------------- | ---------------- |
| Reino Unido | 3 de agosto de 2009   | Vinil            |
| Reino Unido | 3 de agosto de 2009   | Download digital |
| Reino Unido | 6 de setembro de 2009 |                  |